# والگانی
والگانی (به اسپانیایی: Wallqani) یک کوه در پرو است که در منطقه موکگوا واقع شده‌است. والگانی ۵٬۳۳۴ متر بالاتر از سطح دریا واقع شده‌است.